# 小淵內閣 (首次改組)
小淵第一次改組内閣（日语：／ Obuchi Daiichiji Kaizō Naikaku */?）是日本眾議院議員、自由民主黨總裁小淵惠三就任第84任內閣總理大臣（首相）後，自1999年1月14日至1999年10月5日組成的內閣。

## 大臣
- 內閣總理大臣 - 小淵惠三
- 法務大臣 - 中村正三郎／陣內孝雄（1999年3月8日 - ）
- 外務大臣 - 高村正彥
- 大藏大臣 - 宮澤喜一
- 文部大臣、科學技術廳長官 - 有馬朗人
- 厚生大臣 - 宮下創平
- 農林水產大臣 - 中川昭一
- 通商產業大臣 - 與謝野馨
- 運輸大臣、北海道開發廳長官 - 川崎二郎
- 郵政大臣 - 野田聖子
- 勞動大臣 - 甘利明
- 建設大臣、國土廳長官 - 關谷勝嗣
- 自治大臣、國家公安委員會委員長 - 野田毅(自由黨)
- 內閣官房長官、沖繩開發廳長官 - 野中廣務
  - 內閣官房副長官［政務］ - 鈴木宗男
  - 內閣官房副長官［政務］ - 上杉光弘
  - 內閣官房副長官［事務］ - 古川貞二郎
- 總務廳長官 - 太田誠一
- 防衛廳長官 - 野呂田芳成
- 經濟企劃廳長官 - 堺屋太一（非議員）
- 環境廳長官 - 真鍋賢二
- 金融再生委員會委員長 - 柳澤伯夫

## 外部連結
- 閣僚名單 （页面存档备份，存于）